# Péchi Simon
Péchi Simon (1565–70 körül – 1640–1642 körül) erdélyi kancellár, a szombatos vallás vezéralakja.

## Életpályája
Alacsony származásúnak tartották, Kemény János gúnyos megjegyzése szerint „csak egy szőcs legény volt, s paraszt emberségből ment volt nagyra.” Tanulmányait a kolozsvári unitárius iskolában végezte, majd iskolamester lett Székelyszenterzsébeten. Itt ismerkedett meg Eőssi Andrással, aki a fejedelmi udvarba juttatta, azután hosszú ideig külföldi útra küldte, s még hazaérkezése előtt (1598) fiává fogadta.
Péchi beutazta Nyugat-Európát és az Oszmán Birodalmat; utóbbi helyen megtanult héberül és a zsidó vallásos irodalom tanulmányozásához fogott. Eőssi mostohafiaként kapcsolatba került Kornis Farkassal, aki a 16. század utolsó évtizedeiben a Székelyföld meghatározó alakja, és nyitott gondolkodású ember volt; Péchi utóbb Kornisnak Judit nevű lányát vette feleségül.
1599-ben tért vissza Erdélybe, ahol újra az udvarnál vállalt hivatalt és 1601-ben Báthory Zsigmond titoknoka lett. A fejedelem lemondásakor (1602) Péchi visszahúzódott Eőssitől örökölt birtokára, és a sófalvi bánya prefectusi tisztségét viselte. 1605-től ismét a kancellárián dolgozott, majd 1621-ben Bethlen Gábor kancellárrá nevezte ki. 1621. május 19-20-a körül Bethlen megtudta róla, hogy a fejedelmi székre tör, ezért azonnal elfogatta. 1624-ben tekintélyes főurak váltották meg szabadságát: az ország adójával nagyságrendben azonos összeget, 83 500 forintot fizettek kezességként a fejedelemnek, aki novemberben kiadta nekik Péchi Simont a börtönből. A politikai ambícióiról a börtönévek alatt lemondott volt kancellár Székelyszenterzsébetre vonult vissza, ahol a szombatosság érdekében tevékenykedett, mígnem 1638-ban I. Rákóczi György hajszát indított a radikális unitáriusok és a szombatosok ellen; a dési terminusnak nevezett perben Péchit mint „zsidózót” lányaival együtt elítélték, jószágaikat lefoglalták. Péchi csak 1639. májusban szabadult ki börtönéből, miután áttért reformátusnak. Élete utolsó éveiben nem adta jelét szombatosságának.
Alakjának a magyar irodalomban Kemény Zsigmond A rajongók című regénye, illetve Páskándi Géza Szekértől elfutott lovak című drámája állított emléket.

## Munkássága
Neki tulajdonítják a szombatosság elterjedését (1620 körül mintegy 20 000 székely tért át), illetve ezen belül a zsidó jelleg felerősödését. 1624 és 1638 között írt néhány vallásos verset, héberből fordított ima- és szertartáskönyvet. 1634-ben héber nyelvről lefordított egy részt a Bibliából. Héber nyelvtudása és teológiai ismeretei vetekedtek a korabeli nagy tudású rabbikéval. Munkái nem jelenhettek meg nyomtatásban, de kéziratairól már életében másolatok készültek, amelyeket csak a 19. század végén tártak fel újra. A szent atyákból kiszedegetett tanuságok, magyarra 'sidóból fordítatot mind magyarázatjával egyetemben, Péchy Simontól, az isten törvényét szerető atyafiak kedvekért és épületekért című művét Koncz József fedezte fel a marosvásárhelyi Teleki-könyvtárban.
A kor humanistáihoz hasonlóan, fordításaiban a jelzők halmozásával, manierista stílusban igyekezett visszaadni az idegen nyelv árnyalatait. Horváth Cirill 1899-ben megjelent méltatása szerint „A legkiválóbb hebraisták közé tartozott, mint író kitűnő volt a maga nemében. El tudott merülni az ős héber világba és át tudta hozni sértetlenül: sajátos ízü nyelvével, hangulataival, színeivel és gondolkodásával."

## Nyomtatásban megjelent művei
- Psalteriuma. Az Irodalomtörténeti Bizottság megbízásából közzéteszi Szilády Áron. Budapest: Magyar Tudományos Akadémia. 1913.
- Szombatos imádságos könyve. Közzéteszik Guttmann Mihály és Harmos Sándor; előszó Bánóczi József. Budapest: Izraelita Magyar Irodalmi Társulat. 1914.  = Az Izraelita Magyar Irodalmi Társulat kiadványai,  39.
- Szombatos énekek. Sajtó alá rend. Varjas Béla. Budapest: Akadémiai. 1970.  = Régi magyar költők tára. XVII. század,  5.  [versekkel szerepel a válogatásban]
- Péchi Simon kiadatlan rabbinikus írásai: Az Atyák mondásai - Pirqé ávot fordítása. A marosvásárhelyi kéziratból kiadta, kísérő tanulmányokkal ellátta Koltai Kornélia. Szerk. Komoróczy Géza. Budapest: MTA Judaisztikai Kutatócsoportja; (hely nélkül): Osiris. 1999.  = Hungarica judaica,  11. ISBN 963 508 082 4